# A리그 위민
A리그 위민(영어: A-League Women)은 오스트레일리아의 여자 축구 리그이다. 2008년에 오스트레일리아 축구 연맹(FFA)에 의해 설립되었으며 현재는 9개 팀이 참가한다. 예전 이름은 W리그(영어: W-League)였으며, 2021-22 시즌부터 남자 리그, 청소년 리그가 모두 A리그의 이름으로 통합되었다.

## 역사
W리그는 1996년에서 2004년까지 진행된 오스트레일리아의 여자 축구 리그인 위민스 내셔널 사커 리그(Women's National Soccer League, WNSL)를 전신으로 한다. 오스트레일리아 여자 축구 국가대표팀이 중국에서 개최된 2007년 FIFA 여자 월드컵에서 8강전에 진출하는 성과를 기록한 이후에 오스트레일리아 축구 연맹은 2008년에 프로 여자 축구 리그를 설립했고 2008년 10월 25일에 W리그의 첫 시즌이 개막했다.

## 진행 방식
정규 시즌은 일반적으로 11월부터 2월까지 홈 앤 어웨이 방식의 리그전으로 진행되며 총 14라운드로 구성되어 있다. 정규 시즌에 참가하는 팀들은 한 팀당 12경기를 치른다. 파이널스 시리즈(Finals series) 플레이오프는 정규 시즌 상위 4개 팀이 진출하며 토너먼트 방식으로 진행된다.
파이널스 시리즈 준결승전은 정규 시즌 1위 팀과 정규 시즌 4위 팀, 정규 시즌 2위 팀과 정규 시즌 3위 팀 간의 대결로 진행되며 정규 시즌 순위가 높은 팀의 홈 구장에서 단판 승부 형식으로 진행된다. 파이널스 시리즈 결승전(그랜드 파이널, Grand Final)은 정규 시즌 순위가 높은 팀의 홈 구장에서 단판 승부 형식으로 진행되며 이 경기에서 승리한 팀이 전체 시즌에서 우승을 차지하게 된다.

## 2024-25 시즌 참가 팀
- 애들레이드 유나이티드 (Adelaide United) - 사우스오스트레일리아주 애들레이드 (2008년 창단)
- 브리즈번 로어 (Brisbane Roar) - 퀸즐랜드주 브리즈번 (2008년 창단)
- 캔버라 유나이티드 (Canberra United) - 오스트레일리아 수도 준주 캔버라 (2008년 창단)
- 멜버른 시티 (Melbourne City) - 빅토리아주 멜버른 (2015년 창단)
- 멜버른 빅토리 (Melbourne Victory) - 빅토리아주 멜버른 (2008년 창단)
- 뉴캐슬 제츠 (Newcastle Jets) - 뉴사우스웨일스주 뉴캐슬 (2008년 창단)
- 퍼스 글로리 (Perth Glory) - 웨스턴오스트레일리아주 퍼스 (2008년 창단)
- 시드니 FC (Sydney FC) - 뉴사우스웨일스주 시드니 (2008년 창단)
- 웨스턴 시드니 원더러스 (Western Sydney Wanderers) - 뉴사우스웨일스주 시드니 (2012년 창단)

## 같이 보기
- 오스트레일리아 여자 축구 국가대표팀
- A리그 멘